# Пинский переулок (Санкт-Петербург)
Пи́нский переулок — переулок в Петроградском районе Санкт-Петербурга. Проходит от Петроградской набережной до улицы Чапаева.

## История
Первоначальное название Пивоваренный переулок известно с 1829 года, связано с тем, что здесь производили пиво. С 1836 года носит название Фокин переулок, по фамилии жившего здесь в конце XVIII века землевладельца титулярного советника И. Фока.
С 15 декабря 1952 года носит современное название Пинский переулок, по городу Пинску в Брестской области Белоруссии, в ряду улиц, названных в память об освобождении советских городов в годы Великой Отечественной войны.